# Přirozené lymfoidní buňky typu 2
Přirozené lymfoidní buňky typu 2 (ILC2; z ang. type 2 innate lymphoid cells) jsou typem přirozených lymfoidních buněk. Jsou odvozené z lymfoidních progenitorů, nicméně postrádají antigenní receptory (neexprimují RAG geny), což je hlavní znak buněk adaptivní imunity. Z toho důvodu je řadíme do vrozené části imunitního systému. ILC2 produkují cytokiny Typu II (např. IL-4, IL-5, IL-9, IL-13) a účastní se imunitní odpovědi především proti helmintům, alergenům a některým virům – například viru chřipky.
ILC2 byly poprvé popsány v roce 2001 jako buňky nepatřící mezi B, ani T lymfocyty, produkující IL-5 a IL-13 po stimulaci IL-25 a exprimující MHC třídy II a CD11c. V roce 2006 byla podobná populace buněk popsána ve spojitosti s helmintózou. Označení "ILC2" nebylo použito do roku 2013, proto tyto buňky ve starší literatuře nalézáme pod označením přirozené pomocné buňky (natural helper cells), či nuocyty. ILC2 jsou považovány za starší buněčný typ, jehož předkové se objevili u mihulí a kostnatých ryb.

## Parazitární infekce
ILC2 hrají zásadní roli v produkci cytokinů Typu II v odpovědi na infekci helminty. Exprimují charakteristické povrchové znaky a receptory pro chemokiny, které se podílejí na distribuci lymfoidních buněk do specifických míst orgánů. Pro svůj vývoj potřebují IL-7, který aktivuje dva potřebné transkripční faktory - RORα a GATA3. Po stimulaci Th2 polarizačními cytokiny, které jsou nejprve sekretované zejména epitelem (např. IL-25, IL-33, TSLP) začínají ILC2 rychle produkovat IL-5, IL-13, IL-9 a IL-4. ILC2 jsou zásadní pro primární odpověď na Th2 antigeny, např. helminty a viry, a proto se ILC2 hojně vyskytují v kůži, plicích, játrech a střevech. Bylo zaznamenáno, že ILC2 často pocházejí ze střeva, vstoupí do lymfatického oběhu a poté cirkulují krevním oběhem do ostatních orgánů, aby zde působily proti parazitárním infekcím. Migrace je částečně závislá na Sfingosin-1-fosfátu. Například, během infekce hlísticí Nippostrongylus brasiliensis ILC2 přispívají k odstranění parazitů produkcí nezbytného IL-13. Tento cytokin sekretovaný ILC2 také podporuje migraci aktivovaných dendritických buněk v plicích, které putují do spádové mízní uzliny a aktivují nezkušené pomocné T lymfocyty, které pak diferencují do Th2 lymfocytů.

## Infekce respiračními viry
Bylo pozorováno, že dochází k aktivaci ILC2 během respiračních onemocnění způsobených některými viry. Například, během infekce chřipkovým virem A dochází k tvorbě IL-33, jenž aktivuje ILC2 a ty poté řídí hyperreaktivitu dýchacích cest. Dalším příkladem je infekce lidským respiračním syncyálním virem (RSV), během které ILC2 působí zejména časnou produkcí IL-13 a indukují hyperreaktivitu dýchacích cest a zvýšenou produkci muku.

## Alergie, atopická dermatitida a astma
ILC2 mají různé role v alergii. Primárně slouží jako zdroj cytokinů Typu II, které se podílejí na přípravě organismu k alergické imunitní odpovědi. Produkují profil signálů v odpovědi na pro-alergenní cytokiny IL-25 a IL-33, které jsou podobné těm, které vznikají v reakci na helmintózu. Jejich přínos k této signalizaci je srovnatelný s T lymfocyty. V plicích po vystavení k antigenu produkují ILC2 cytokin IL-13, který je nezbytný v patogenezi alergických reakcí. Tato odpověď je nezávislá na T a B lymfocytech. Navíc alergické odpovědi, které jsou podobné astmatu, byly indukované u myší, které postrádají T a B lymfocyty, po podání IL-33. Bylo také zjištěno, že ILC2 se vyskytují ve velké koncentraci ve tkáních, které jsou spojené s alergickými symptomy, jako jsou např. nosní polypy pacientů s chronickou rinosinusitidou, či kůží pacientů s atopickou dermatitidou.

## Bariérová funkce
Bylo pozorováno, že ILC2 jsou hojně zastoupeny v lymfoidních klastrech asociovaných s tukovou tkání (Fat-Associated Lymphoid Clusters, FALC) v mezenteriu. IL-5 sekretovaný těmito buňkami je esenciálním růstovým faktorem pro B1 B lymfocyty a taktéž důležitým cytokinem pro produkci protilátek IgA. Kromě cytokinů typu II, ILC2 také produkují IL-6, který indukuje produkci protilátek u B lymfocytů, působí jako růstový faktor pro plazmatické buňky a přispívá k regulaci folikulárních pomocných T buněk.
ILC2 se také vyskytují ve FALC pleurální dutiny. Po stimulaci prostřednictvím IL-33 během infekce, ILC2 produkují IL-5, který aktivuje B1 B lymfocyty k produkci protilátek IgM. ILC2 jsou hlavní populací ILC v plicích. Produkcí IL-13 mohou iniciovat kontrakci hladkých svalů a sekreci muku, ale také způsobit hyperplazii pohárkových buněk, pokud je IL-13 produkován v nadbytku. Navíc, ILC2 přispívají hojení plicní tkáně po infekci například virem chřipky produkcí amfiregulinu. Kromě plicní tkáně, ILC2 mohou být také nalezeny v nosní dutině a mandlích.

## Homeostáza tukové tkáně
ILC2 jsou nezbytné pro udržení homeostázy zdravé tukové tkáně. ILC2 vyskytující se ve viscerální tukové tkáni po dlouhodobém vystavení IL-33 produkují IL-5, IL-13 a methionin-enkefalin. IL-5 sekretovaný ILC2 v tukové tkáni je zásadní pro nábor a udržení eozinofilů. Navíc, produkce IL-13 a IL-4 ILC2 a eozinofily podporuje udržení fenotypu alternativně aktivovaných makrofágů (M2 makrofágů) a homeostázu metabolismu glukózy.
Výzkum odhalil dysregulované odpovědi ILC2 v tukové tkáni jako faktor ve vývoji obezity u myší, protože ILC2 také hrají důležitou roli v energetické homeostáze. Methionin-enkefalin produkovaný ILC2 působí přímo na adipocyty, u kterých zvyšuje expresi UCP1 (Uncoupling protein 1). Takto dochází k béžovění adipocytů bílé tukové tkáně. Béžová a hnědá tuková tkáň je specializovaná na termogenezi. Proces béžovění adipocytů vede k zvýšenému výdeji energie a tím ke snížení adipozity.  